# SN 2010lj
SN 2010lj – supernowa typu Ia odkryta 3 grudnia 2010 roku w galaktyce A085402+3503. W momencie odkrycia miała maksymalną jasność 19,00m.